# Вышиванюк, Михаил Васильевич
Михаи́л Васи́льевич Вышиваню́к (укр. Михайло Васильович Вишиванюк; 13 октября 1952, село Ивановцы, Коломыйский район, Станиславская область, СССР — 18 июня 2016, Австрия) — украинский государственный деятель, председатель Ивано-Франковской областной государственной администрации (1997—2005, 2010—2013). Заслуженный экономист Украины.

## Биография
В 1971 году окончил Коломыйский техникум механической обработки древесины.
После службы в армии (1971—1973) получил специальность «инженер-механик» в Днепропетровском сельскохозяйственном институте.
В 1999 году окончил юридический факультет Прикарпатского национального университета имени В. Стефаника. В 2002 году ему была присвоена учёная степень кандидата экономических наук.
С 1974 года работал на руководящих должностях.
До перехода на государственную службу 26 лет работал на производстве. Его практический опыт как руководителя формировался в сельском хозяйстве. В 1981 году возглавил правление колхоза имени Степана Мельничука. Впоследствии добился его реорганизации, и колхоз стал одним из первых акционерных обществ на Украине.
В 1992—1997 годах возглавлял совет сельхозпроизводителей области, с марта 1995 до 5 мая 1997 года являлся советником Президента Украины по аграрным вопросам, в то же время до февраля 1999 года — член Комиссии по вопросам аграрной и земельной реформы при Президенте Украины.
С 26 февраля 1997 по 19 января 2005 года — председатель Ивано-Франковской областной государственной администрации. В 2002 году избран депутатом Ивано-Франковского областного совета.
26 марта 2010 года Президент Украины Виктор Янукович назначил его председателем Ивано-Франковской областной государственной администрации.
На местных выборах 31 октября 2010 года был избран по Коломыйскому избирательному округу депутатом Ивано-Франковского областного совета.
8 ноября 2013 года указом Президента был освобождён от должности главы облгосадминистрации.
8 ноября 2013 года назначен советником Президента Украины. Освобождён от должности 24 февраля 2014 года.

## Награды
В 1992 и 2001 годах получил Государственную премию Украины в области архитектуры.
Награждён медалью «За трудовое отличие» (1986), знаками отличия Президента Украины — орденом «За заслуги» ІІІ степени (1996), II степени (1999) и I степени (2011), орденом Чести Грузии (2003), орденом Святого Сильвестра Ватикана (2007), кавалерский крест ордена Заслуг перед Республикой Польша (2013).